# ويبستون (بيدفوردشير)
ويبستون (بالإنجليزية: Wyboston)‏ هي قرية تقع في المملكة المتحدة في شرق انجلترا.